# Mala Chortyzja
Mala Chortyzja (ukrainisch Мала Хортиця, russisch Малая Хортица Malaja Chortiza, deutsch ‚Klein Chortyzja‘); auch unter den Namen Baida, Wyrwa, und Kanzeriwskyj bekannt, ist eine Flussinsel des Dnepr im Stadtgebiet der ukrainischen Stadt Saporischschja.
Mala Chortyzja ist die kleinere Nachbarinsel von Chortyzja und wie diese Teil des Nationalen Sapowednik Chortyzja.
Die Felsen auf der Nordseite der Insel ragen 12 bis 14 Meter aus dem Fluss heraus. Die Insel hat eine Länge von 520 Metern und eine Breite von 160 bis 180 Metern. Die Fläche beträgt etwa 6,5 Hektar.
Um 1553 errichtete der Ataman Dmytro Wyschneweckyj auf Mala Chortyzja eine Festung als Vorposten im Kampf gegen die Krimtataren, die aber schon wenige Jahre nach ihrer Fertigstellung von den Tataren unter ihrem Khan Devlet Giray wieder zerstört wurde. Ob diese kurzlebige Festung eine Sitsch der Saporoger Kosaken war, wie es im ukrainischen nationalen Narrativ heißt, ist umstritten.